# Rogaine

Das internationale Symbol des Orientierungslaufes wird zum Markieren der Kontrollpunkte genutzt.

Rogaine ist eine besondere Form des Orientierungslaufes. Das Akronym vom englischen „Rugged Outdoor Group Activity Involving Navigation and Endurance“ bedeutet etwa „Schroffe Betätigung für Gruppen im Außenbereich mit Navigation im Dauerlauf“.

## Geschichte
Rogaining stammt aus Australien. Der Name des Sports stammt von drei Angehörigen des Melbourne University MountaineeringClubs, die den Sport in den 1970er Jahren erfunden haben: Rod, Gail und Ned formten RoGaiNe aus ihren Namen.

## Grundlagen
Rogaining ist ein Sport, den man mit „Querfeldein-Orientierungslauf“ über sehr lange Distanzen bezeichnen kann. Ein wesentlicher Unterschied zum klassischen Orientierungslauf: Beim Orientierungslauf wird ein vorgegebener Kurs von Kontrollpunkten in der schnellstmöglichen Zeit absolviert, beim Rogaining hingegen ist es das Ziel, in einer festgesetzten Zeit eine möglichst große Abdeckung des Kurses zu erreichen. Es ähnelt dem Score-OL. Die Gruppen aus zwei bis fünf Mitgliedern versuchen möglichst viele Kontrollpunkte in 24 Stunden zu erreichen. Kontrollpunkte haben unterschiedliche Wertigkeiten in Abhängigkeit von der Schwierigkeit sie zu erreichen. Daher können verschiedene Strategien angewandt werden (z. B. viele geringwertige Wertungen anlaufen). Die Gruppen bewegen sich ausschließlich zu Fuß und navigieren mithilfe von Karte und Kompass zwischen den Wertungen.
An einem zentralen Punkt, dem „Hash House“, werden warme Mahlzeiten während der Wettkampfzeit gereicht. Die Gruppen können sich dort zwischenzeitlich stärken, ausruhen oder schlafen. Gruppen müssen stets auf Rufweite beieinanderbleiben. Sie laufen daher in selbstbestimmter Geschwindigkeit. Es bestehen verschiedene Wertungskategorien für die Alters- und Erfahrungs-Level.
Die normale Dauer eines Rogaine ist 24 Stunden. Es können jedoch auch kürzere Varianten wie 6, 8, 12 oder 15 Stunden durchgeführt werden. Abhängig vom Gelände laufen erfahrene Gruppen mehr als hundert Kilometer innerhalb von 24 Stunden. Ein Rogaine wird üblicherweise zum Vollmond veranstaltet, um eine Orientierung bei Nacht zu ermöglichen.

## In Deutschland
In Deutschland wurde 2006 die erste Rogaining Veranstaltung durchgeführt. Im Raum Chemnitz in Sachsen hat sich seitdem eine deutsche Initiative des Rogaine-Sports gefunden und gegründet. Seitdem werden regelmäßig entsprechende Wettkämpfe im sächsischen Raum angeboten.
Bisherige deutsche Rogaine-Wettkämpfe:
- 1. Sachsen Rogaine 2006 in Oberwiesenthal (12 und 6 Stundenläufe)
- 2. Sachsen Rogaine 2008 in Rittersgrün (24, 12 und 6 Stundenläufe)
- 3. Sachsen Rogaine 2009 in Nove Mesto im Erzgebirge (24, 12 und 6 Stundenläufe)
- Schlaflosig-Hike 2009 am Litermont im Saarland (3 Stundenlauf)[4][5]
- 4. Sachsen Rogaine 2011 in Altenhain bei Chemnitz (12 und 6 Stundenläufe)
- 5. Sachsen Rogaine 2013 in Geyer (24, 12 und 6 Stundenläufe)
- 6. Sachsen Rogaine 2019 in Erdmannsdorf (24, 12 und 6 Stundenläufe)

## Weltmeisterschaften
Weltmeisterschaften werden alle zwei Jahre abgehalten, wobei die Auswahl des Austragungsortes zwei Jahre im Voraus durch die International Rogaining Federation getroffen wird.
Bisherige Austragungsorte:
- 1. Weltmeisterschaften im Rogaining (1992): Beechworth, Australien, ca. 200 teams
- 2. Weltmeisterschaften im Rogaining (1996): Mt Singleton, Australien
- 3. Weltmeisterschaften im Rogaining (1998): Kamloops, Kanada
- 4. Weltmeisterschaften im Rogaining (2000): Christchurch, Neuseeland
- 5. Weltmeisterschaften im Rogaining (2002): Lesna, Tschechien, ca. 202 teams
- 6. Weltmeisterschaften im Rogaining (2004): Arizona, USA, 380 Teilnehmer aus 15 Ländern und 33 U.S. Staaten.
- 7. Weltmeisterschaften im Rogaining (2006): New South Wales, Australia; 691 Teilnehmer (311 teams), 125 aus Übersee
- 8. Weltmeisterschaften im Rogaining (2008): Karula National Park, Estland; 748 Teilnehmer (339 teams) aus 22 Ländern.
- 9. Weltmeisterschaften im Rogaining (2010): Cheviot, Neuseeland, 522 Teilnehmer (251 teams)
- 10. Weltmeisterschaften im Rogaining (2012): Přebuz, Tschechien
- 11. Weltmeisterschaften im Rogaining (2013): Alol, Russland
- 12. Weltmeisterschaften im Rogaining (2014): South Dakota, USA
- 13. Weltmeisterschaften im Rogaining (2015): Lappland, Finnland
- 14. Weltmeisterschaften im Rogaining (2016): Alice Springs, Australien
- 15. Weltmeisterschaften im Rogaining (2017): Razna, Lettland
- 16. Weltmeisterschaften im Rogaining (2019): La Molina, Spanien
- 17. Weltmeisterschaften im Rogaining (2022): Králický Sněžník, Tschechien
- 18. Weltmeisterschaften im Rogaining (2023): Lake Tahoe, Vereinigte Staaten